# Marjolaine
Origanum majorana
«  Origanum majorana » redirige ici. Pour les autres significations, voir Origanum et Majorana.
Pour les articles homonymes, voir Marjolaine (homonymie) et Origan (homonymie).
Espèce
La marjolaine ou origan des jardins (Origanum majorana) est une espèce de plantes à fleurs de la famille des Lamiacées. C'est une plante herbacée vivace originaire du bassin méditerranéen et cultivée ailleurs comme plante condimentaire pour ses feuilles aromatiques. C'est une espèce très proche de l'origan commun (Origanum vulgare).
Autres noms communs : marjolaine officinale, marjolaine à coquilles.
Synonyme : Majorana hortensis Moench.
C’est une plante que l'on peut cultiver sur l'ensemble de la France métropolitaine[réf. nécessaire].

## Description

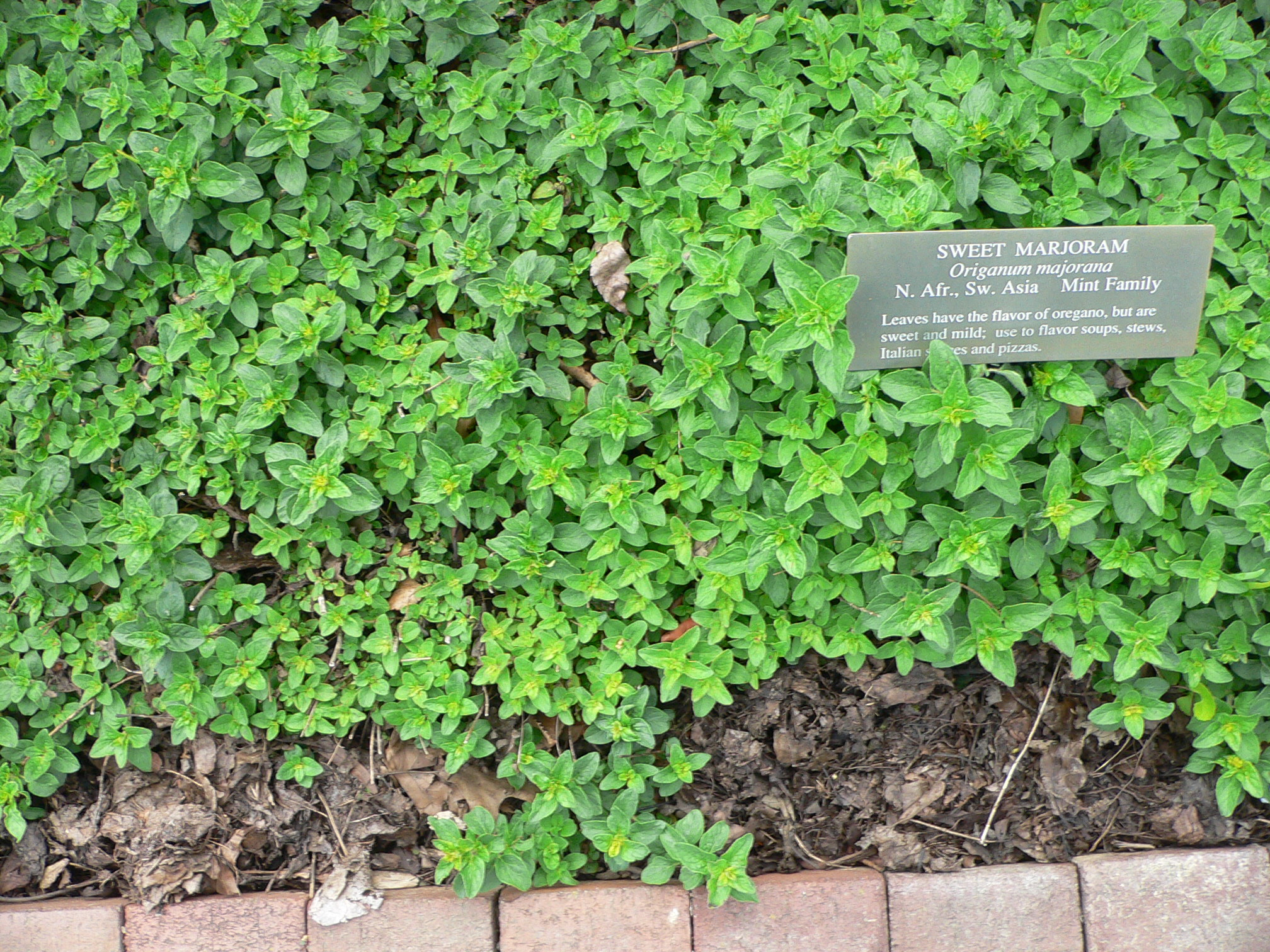
Feuilles.

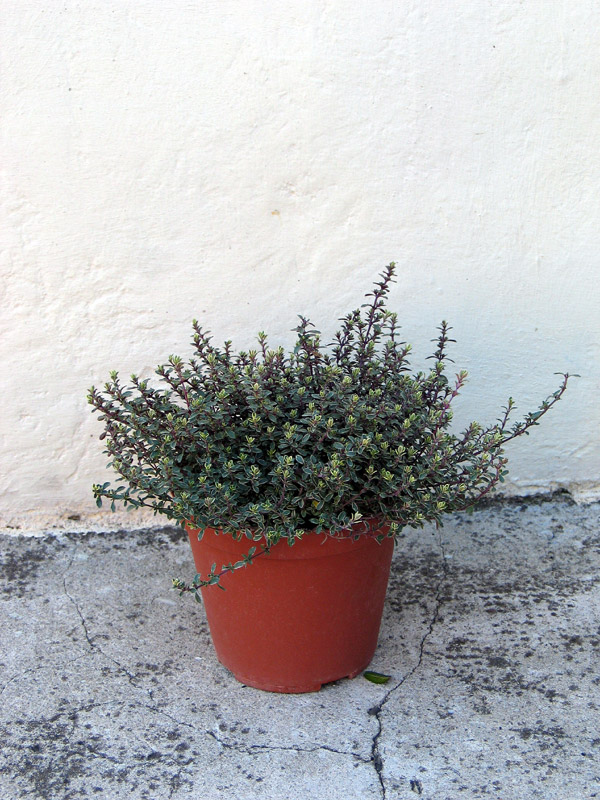
Marjolaine en pot.

C'est une plante vivace, de 60 cm de haut. Les feuilles sont opposées, duveteuses, vert grisâtre, de forme ovale entière, de 1 à 2 cm de long. Les petites fleurs sont blanches ou mauves, réunies en groupes serrés à l'aisselle des feuilles avec deux bractées en forme de cuillère.
La marjolaine est mellifère.

## Distribution
L'espèce est originaire de l'est du bassin méditerranéen (Chypre, Turquie), cultivée depuis l'Antiquité dans toute l'Europe.

## Culture
C'est une vivace cultivée comme une annuelle. Elle peut être multipliée par éclats de touffe et par semis. Elle a besoin d'une exposition ensoleillée et ne supporte pas l'humidité combinée au froid. Elle supporte légèrement le gel puisque sa zone de rusticité se situe entre 6 et 9. Floraison juillet/août.

## Plante hôte
Un « papillon de nuit » (hétérocère) se nourrit de marjolaine : la phalène blanche (Siona lineata), de la famille des Geometridae.

## Composition
L'huile essentielle d'origan comporte environ 40 % de carvacrol et 20 % de thymol.

## Utilisations culinaires, médicinales
En cuisine, cette herbe s'emploie sous forme de feuilles fraîches ou séchées, seule ou en mélange avec d'autres herbes, pour aromatiser de nombreuses préparations culinaires. Son arôme plus délicat que celui de l'origan la rapproche du thym. Il convient de l'ajouter en fin de préparation, un temps de cuisson trop long risquant de faire disparaître tout son arôme.
L'essence obtenue par distillation des fleurs est antiseptique, surtout utilisée en fumigations[réf. souhaitée]. 
La marjolaine était parfois considérée comme aphrodisiaque. À certaine concentration d'huile essentielle elle agit comme répulsif contre la guêpe commune.
La marjolaine est également utilisée, avec une soixantaine d'autres plantes cueillies sur le piémont du mont Ventoux, pour la fabrication d'une liqueur : l'Origan du Comtat. 

## Risques de confusion
On qualifie parfois à tort de marjolaine sauvage une autre Lamiaceae, Clinopodium nepeta, le calament nepeta (a nepita en langue corse) utilisé dans de nombreuses spécialités culinaires de la Corse et de l'Italie.

## Liste d'espèces
Selon World Checklist of Selected Plant Families (WCSP) (5 nov. 2012) :
- Origanum majorana L. (1753)